# Hồi sinh
Hồi sinh là một môn khoa học nghiên cứu về dự phòng và điều trị các tình trạng hấp hối khác nhau. Môn này được hình thành và phát triển từ giữa thế kỷ 20 nhờ những tiến bộ trong phẫu thuật nhất là phẫu thuật tim phổi, mạch máu. Phương pháp hồi sinh là phương pháp khoa học đấu tranh chống lại cái chết. Nhờ phương pháp này, con người có thể khôi phục được các chức phận của cơ thể đã lâm vào thời kỳ hấp hối hay chết lâm sàng. Nói chung phương pháp này có kết quả tốt trong những trương hợp chết não trong khi các cơ quan quan trọng trong cơ thể vẫn còn khá tốt. Những bệnh mãn tính đã gây ra rối loạn chức phận sâu sắc thì kết quả thấp. Người hấp hối có tỷ lệ hồi sinh cao hơn người chết lâm sàng, và chết càng lâu thì khả năng phục hồi càng kém. Khi hồi sinh có kết quả thì tuần hoàn não được khôi phục có tác dụng đem oxy lên cho tổ chức não, làm khôi phục chức năng của hệ thần kinh. Khi khu hành tủy được khôi phục thì hô hấp tự động xuất hiện. Hưng phấn khu hành tủy lan tới trung khu vận mạch có tác dụng cải thiên tuần hào não, phục hồi các chức năng cao cấp khác. 
Mặc dù hiểu biết của con người về quá trình chết cũng như kỹ thuật hồi sinh ngày càng hiện đại song chết lâm sàng và chết sinh vật vẫn chưa được hiểu rõ, thường chỉ được kết luận theo kinh nghiệm. Vì vậy đôi khi vẫn có "phép mầu nhiệm" xảy ra: một bệnh nhân được coi là đã chết, các can thiệp y học đã chấm dứt, nhưng vì lý do nào đó xác chết sống lại bất chấp thời gian chết lâm sàng hàng chục tiếng.

## Từ tham vọng thay đầu người tới dùng tế bào gốc tái sinh não
Trong một bài phỏng vấn thực hiện trên tờ Ooom, bác sĩ phẫu thuật nổi tiếng người Italia Sergio Canavero mới đây cho biết ông có thể hồi sinh một bộ não đã giữ lạnh và cấy ghép vào cơ thể hiến tặng. Bộ não giữ lạnh có thể được lấy từ Tổ chức kéo dài sự sống Alcor – một công ty đang giữ lạnh rất nhiều thi thể với mong ước được tái sinh, tuy nhiên công ty này đã cho biết mình không hề có mối liên hệ nào với bác sĩ Canavero cả.
Trước đó, ông này cũng từng gây xôn xao dư luận khi cho biết mình sẽ thực hiện ca cấy ghép đầu người đầu tiên trên thế giới. Theo những thông tin được tiết lộ, đầu của người cho sẽ được giữ lạnh để giữ cho các tế bào sống. Tiếp đó, cổ sẽ bị cắt ra và các mạch máu sẽ được nối với rất nhiều ống nhỏ. Khi tủy sống bị ảnh hưởng, chiếc đầu sau đó được chuyển sang cho người nhận và lúc này mới là khâu quan trọng nhất: gắn các đầu của tủy sống 2 người với nhau.
Để làm được việc này, Canavero cho biết mình sẽ sử dụng một hóa chất phụ trợ có tên polyethylene glucol, giúp các màng tế bào mỡ nối lại với nhau. Cuối cùng là khâu các mạch máu và cơ trước khi đưa bệnh nhân vào trạng thái hôn mê khoảng 1 tháng. Sau khi tập vật lý trị liệu cường độ cao, bệnh nhân có thể tự điều chỉnh cơ thể và đi lại được.
Phòng trường hợp cơ thể đào thải vật thể lạ, Canavero cho biết ông có thể sử dụng thuốc ức chế miễn dịch để ngăn chặn điều này xảy ra.
Khi giới y học và cả cộng đồng còn đang bàn tán về chuyện thay đầu người thì một startup ở Phaladelphia, Mỹ có tên Bioquark lại cho biết họ sắp tiến hành thử nghiệm việc đưa bệnh nhân chết não sống trở lại nhờ vào tế bào gốc. Cuộc thử nghiệm đáng ra đã diễn ra từ năm 2016 ở Ấn Độ nhưng sau đó nó bị chính quyền nước này chấm dứt.
Ý tưởng này như sau: các nhà khoa học sẽ tiêm tế bào gốc từ mỡ hoặc máu của chính bệnh nhân chết não vào tủy sống của họ. Sau đó, bệnh nhân vẫn tiếp tục được tiêm hỗn hợp protein vào tủy sống với mục đích nuôi dưỡng sự phát trienr của các neuron mới. Bước tiếp theo là kích thích xung điện thần kinh và sử dụng liệu pháp laser trực tiếp với não trong thời gian khoảng hơn 15 ngày để chúng kết nối với nhau, từ đó hồi sinh não.

## Còn nhiều rào cản cần vượt qua
Điểm chung giữa 2 ý tưởng trên là gặp phải rất nhiều sự phản đối và nghi ngờ. Ý tưởng cấy ghép đầu người được các nhà khoa học chỉ ra là có khá nhiều điểm bất cập. Thứ nhất: đầu người không thể tự "sống" được sau khi tách khỏi cơ thể hoặc nếu giữ lạnh hay một môi trường muối để giữ các tế bào sống thì cũng chỉ được trong một khoảng thời gian nhất định.
Thứ hai: hệ miễn dịch chắc chắn sẽ phản ứng khi có "vật thể lạ" xâm nhập cơ thể. Khả năng rất cao là cơ thể sẽ đào thải chiếc đầu ghép.
Tiếp nữa là chiếc đầu và tủy phải được cấy ghép một cách vô cùng hoàn hảo để từ đó mới điều chỉnh được toàn bộ cơ thể - trong một thời gian vô cùng ngắn, chỉ khoảng 1 tiếng đồng hồ - trước khi cơ thể hoàn toàn "chết". Đây là một công việc gần như không tưởng bởi có quá nhiều việc phải làm trong khoảng thời gian đó.
Còn với ý tưởng cấy tế bào gốc, nhiều nhà khoa học hàng đầu về thần kinh học như Charles Cox, Trung tâm khoa học sức khỏe, Đại học Texas, Mỹ đã thể hiện sự hoài nghi. "Một vài nghiên cứu đã chỉ ra rằng tế bào ở một vài phàn của não thuộc khu vực hạ lưu có thể phát triển được trong môi trường đặc biệt, ngay cả sau khi một người đã chết. Tuy nhiên điều này không có nghĩa là điều trị bằng biện pháp tế bào gốc có thể dẫn tới sự hình thành của những neuron mới và cả những liên kết mới. Các neuron sẽ phải rất khó khăn mới sống được bởi những dòng máu chảy tới não đã mất đi ngay khi bệnh nhân chết não".
Còn bác sĩ Ed Cooper - một bác sĩ chuyên nghiên cứu về tác dụng của xung điện tới vận động ở North Carolina, Mỹ thì cho biết "kỹ thuật này không bao giờ có thể sử dụng được với một người chết não. "Công nghệ này buộc phải sử dụng một cuống não vẫn còn hoạt động – nơi các dây thần kinh vận động đi qua trước khi kết nối với vỏ não thích hợp. Tuy nhiên, ở những người chết não, cuống não đã không còn hoạt động nữa".
Ngoài những hoài nghi về công nghệ, rất nhiều người, đứng trên góc độ đạo đức, tỏ ra lo ngại trước những ý tưởng trên.
Tờ New Scientists dẫn lời bình luận của độc giả cho thấy nhiều người lo ngại mọi người sẽ muốn thay đổi cơ thể vì những lý do thẩm mỹ. và dẫn tới việc phải đưa ra những quy tắc nghiêm ngặt để tránh tính trạng này.
Các nhà thần kinh học như Bác sĩ Ariane Lewwis và nhà sinh học Arthur Caplan thì cho rằng ý tưởng hồi sinh não chỉ tạo ra một "hi vọng giả tạo và tàn độc" với người nhà bệnh nhân về một khả năng hồi phục. Và điều này là độc ác.